# Johann Studnicka

Johann „Jan“ Studnicka (1902)

Johann „Jan“ Studnicka (* 12. Oktober 1883 in Wien; † 18. Oktober 1967) war eine der herausragendsten Persönlichkeiten in der Geschichte des österreichischen Fußballs. Der Stürmer war erster Rekordnationalspieler und zur selben Zeit auch Rekordtorschütze seines Landes und erhielt posthum zwei Mal die Ehrung des Welttorjägers.

## Karriere

### Beginn und Aufstieg bei Jugendhort und WAC
Johann Studnicka besaß beachtliche technische Fähigkeiten, ihm wird zumeist die Erfindung des Wiener Dribbelspiels zugeschrieben, welches die Zukunft des Fußballsportes in Österreich prägte. Der linke Verbinder war klein von Statur und gedrungen und erhielt so bald den Spitznamen „der G'stutze“. Ein geliebtes Thema der Karikaturisten der damaligen Zeit wurden zudem seine O-Beine, wobei WAC-Anhänger stets entgegneten, dass ihm sein Schneider bloß krumme Hosen gemacht habe. Johann Studnicka begann sich früh für den Fußballsport zu interessieren, spielte bereits mit 13 Jahren im Jahre 1897 in der Fußballmannschaft „Jugendhort“. Diese wurde von dem Lehrer Wawerka geleitet und umfasste damals neben Studnicka mit Josef Fischer, Gustav Huber und Josef Taurer noch drei weitere spätere Nationalspieler. Der Sport war, drei Jahre nach dem ersten Fußballspiel 1894 in Österreich, gesellschaftlich noch nicht akzeptiert, das Fußballspielen bei Mittelschülern wurde mit dem Karzer bestraft, sodass Studnicka selbst als Fußballspieler in der Anfangszeit nur mit dem Pseudonym „Jan“ auftrat. Im Herbst 1897 trat die gesamte Mannschaft des Jugendhorts dem Wiener AC bei, der erst ein halbes Jahr zuvor seine Fußballsektion gegründet hatte.
Zunächst spielte Johann Studnicka in der Verteidigung der Athletiker. Als diese allerdings seine Fähigkeit erkannten, überraschende Spielzüge ins Spielgeschehen einzubringen und dies meisterhaft zu verschleiern, rückte er bald in den Sturm des WAC auf. Gemeinsam mit Josef Taurer bildete er hier das linke Flügelpaar, welches lange Zeit in Österreich unerreicht blieb. Johann Studnickas Karriere beim WAC war schon bald von Erfolg gekrönt. Im Jahre 1898 nahm der Verein erstmals am Challenge-Cup teil, dem ältesten österreichischen Fußballpokalbewerb, der allen Vereinen der Monarchie offenstand. Musste man sich bei der ersten Teilnahme bereits in der ersten Runde gegen den Vienna Cricket and Football-Club geschlagen geben, konnte 1901, 1903 und 1904 die Trophäe gewonnen werden. Zur selben Zeit war der WAC mit Johann Studnicka auch das stärkste Team der österreichischen Meisterschaft der ÖFU, die 1901, 1902 und 1903 jeweils als Sieger abgeschlossen wurde. Diese nationale Dominanz führte allerdings zum vorläufigen Ende der Ligameisterschaft in Österreich.

### Beinahes Ende, Rückkehr und Neuaufbau
Auch international feierte Johann Studnicka große Erfolge dieser Tage. Am 12. Oktober 1902 trat die österreichische Nationalmannschaft erstmals zusammen, Gegner war Ungarn. Mit fünf Klubkollegen an der Seite gewann Johann Studnicka mit dem Team mit 5:0, er selbst schoss gleich drei Tore. Selbiges Kunststück gelang ihm auch beim 4:2 ein Jahr später, als Ungarn erneut drei Studnicka-Tore hinnehmen musste. Nach einer längeren Unterbrechung feierte Johann Studnicka mit Toren gegen Deutschland und Ungarn 1908 die Rückkehr ins Team, begann sich aber langsam vom aktiven Fußballsport zurückzuziehen und als Trainer beim WAC zu arbeiten. Nachdem sich aber ein Großteil der WAC-Spieler nach Streitigkeiten mit der Vereinsführung überwarf und sich entschied, mit dem Wiener AF einen neuen Klub ins Leben zu rufen, trat Johann Studnicka noch einmal in die erste Mannschaft ein, um den Niedergang des Vereins zu verhindern. Einzig Hans Neumann hielt ihm die Treue. Studnicka gelang es allerdings rasch bis zum Start der neuen Ligameisterschaft 1911/12 des ÖFV wieder eine schlagkräftige Mannschaft auf die Beine zu stellen, denn bereits in der ersten Saison erreichte man den guten vierten von zwölf Plätzen.
So war Johann Studnicka auch wieder für die Nationalmannschaft ein längeres Thema, 1912 nahm er als einziger Vertreter seines Klubs an den Olympischen Spielen in Stockholm teil. Im Achtelfinale erzielte er auch das erste österreichische Tor zum zwischenzeitlichen 1:1 beim späteren 5:1-Triumph über Deutschland. Nach der Niederlage im Viertelfinale gegen die Niederlande startete Österreich im Trostturnier der ausgeschiedenen Teams, bei dem Studnicka beim hohen 5:1-Sieg über Italien im Halbfinale ebenfalls noch ein Tor beisteuerte. Die Aufbauarbeit in der Liga trug indes bald Früchte, denn in der Saison 1914/15 konnte bereits der Gewinn der österreichischen Meisterschaft gefeiert werden. Zur selben Zeit kam es auf dem Hungária-Platz in Budapest zu einem berühmten Länderspiel mit dem Erzrivalen Ungarn, bei dem Österreich den überhaupt ersten Auswärtssieg gegen Ungarn erlangte, der auch dank zweier Studnicka-Tore mit 5:2 recht hoch ausfiel.

### Letzte Spielerjahre und Trainerarbeit
Johann Studnicka spielte bis zur Saison 1919/20 aktiv für den Wiener AC, insgesamt gelangen ihm 90 Tore bei 122 Einsätzen in der Ersten Klasse. Sein letztes Länderspiel bestritt er am 9. Mai 1918, als er beim 5:1 gegen die Schweiz auch sein insgesamt 18. Länderspieltor erzielte. Nach seinem Karriereende als Stürmer nahm Johann Studnicka zunächst ein Trainerangebot der Vienna an, die er zwei Jahre lang trainierte. Anschließend folgte 1922 ein Wechsel in die Schweiz zum FC Zürich. Als Meister der Serie A Ost in der Saison 1923/24 konnte Johann Studnicka mit seiner Mannschaft am Finale um die Schweizer Meisterschaft teilnehmen. In den Endspielen konnte sich Studnickas Elf erfolgreich gegen Nordstern Basel und Servette Genève durchsetzen und so den Titel gewinnen. Johann Studnicka kehrte anschließend wieder nach Wien zurück, wo er am 30. Juni 1925 beim SpC Rudolfshügel einsprang. Dem finanziell bankrotten Klub liefen allerdings die Spieler davon, sodass auch Studnicka letztlich den Abstieg der Favoritner nicht stoppen konnte.

## Erfolge
- 2 × Welttorjäger: 1902, 1903
- 3 × Challenge-Cupsieger: 1901, 1903, 1904
- 4 × Österreichischer Meister: 1901, 1902, 1903 (ÖFU), 1915 (ÖFV)
- 1 × Schweizer Meister: 1924
- Teilnahme Olympische Spiele 1912: 5. Platz
- 28 Länderspiele und 18 Tore für die österreichische Fußballnationalmannschaft von 1902 bis 1918

## Auszeichnungen (Auszug)
- 1959: Goldenes Verdienstzeichen der Republik Österreich